# Municipio de Locust Creek
El municipio de Locust Creek (en inglés: Locust Creek Township) es un municipio ubicado en el condado de Linn en el estado estadounidense de Misuri. En el año 2010 tenía una población de 544 habitantes y una densidad poblacional de 4,21 personas por km².

## Geografía
El municipio de Locust Creek se encuentra ubicado en las coordenadas 39°52′49″N 93°8′35″O / 39.88028, -93.14306. Según la Oficina del Censo de los Estados Unidos, el municipio tiene una superficie total de 129.1 km², de la cual 127,97 km² corresponden a tierra firme y (0,87 %) 1,12 km² es agua.

## Demografía
Según el censo de 2010, había 544 personas residiendo en el municipio de Locust Creek. La densidad de población era de 4,21 hab./km². De los 544 habitantes, el municipio de Locust Creek estaba compuesto por el 98,53 % blancos, el 0,92 % eran afroamericanos, el 0,37 % eran amerindios, el 0,18 % eran asiáticos. Del total de la población el 0,18 % eran hispanos o latinos de cualquier raza.